# Shola Ogundana
Elijah Oluwashola Ogundana (Ifaki, 22 de fevereiro de 2005), mais conhecido como Shola Ogundana, ou apenas Shola, é um futebolista nigeriano que atua como ponta. Atualmente, joga pelo Flamengo.

## Carreira
Nascido em Ifaki, no estado de Ekiti, Shola jogou pela academia de futebol Beyond Limits, a categoria de base da equipe nigeriana Remo Stars, antes de ser observado pelo Flamengo na edição de 2022 do Torneo di Viareggio, enquanto atuava pela academia de futebol Alex Transfiguration.  Ele acertou sua chegada ao clube brasileiro em abril de 2023, após completar 18 anos, mas seu contrato de empréstimo foi registrado apenas em julho.
Shola esteve presente nas conquistas da Copa Libertadores Sub-20 de 2024, onde marcou um dos gols da vitória por 2-1, e da Copa Intercontinental de Clubes Sub-20 de 2024. Em 17 de julho do mesmo ano, o Flamengo adquiriu em definitivo 70% de seus direitos econômicos por R$ 2.4 milhões. 
Shola fez sua estreia pela equipe principal do Flamengo no dia 14 de novembro de 2024, substituindo o argentino Carlos Alcaraz, no empate por 0-0 contra o Atlético Mineiro. Shola se tornou o primeiro nigeriano a jogar pelo Flamengo, e apenas o terceiro africano na história do clube.  

## Estatísticas
- Atualizado até 24 de janeiro de 2025[6]

| Clube             | Temporada         | Campeonato Nacional | Campeonato Nacional | Campeonato Nacional | Campeonato Estadual | Campeonato Estadual | Copa Nacional | Copa Nacional | Continental | Continental | Outro | Outro | Total | Total |
| Clube             | Temporada         | Divisão             | Jogos               | Gols                | Jogos               | Gols                | Jogos         | Gols          | Jogos       | Gols        | Jogos | Gols  | Jogos | Gols  |
| ----------------- | ----------------- | ------------------- | ------------------- | ------------------- | ------------------- | ------------------- | ------------- | ------------- | ----------- | ----------- | ----- | ----- | ----- | ----- |
| Flamengo          | 2024              | Série A             | 1                   | 0                   | 0                   | 0                   | 0             | 0             | 0           | 0           | —     | —     | 1     | 0     |
| Flamengo          | 2025              | Série A             | 0                   | 0                   | 3                   | 0                   | 0             | 0             | 0           | 0           | 0     | 0     | 3     | 0     |
| Total da carreira | Total da carreira | Total da carreira   | 1                   | 0                   | 3                   | 0                   | 0             | 0             | 0           | 0           | 0     | 0     | 4     | 0     |

## Titulos
Flamengo Sub-20
- Copa Libertadores Sub-20 : 2024, 2025
- Copa Intercontinental Sub-20 : 2024

Flamengo
- Copa do Brasil : 2024
- Campeonato Carioca: 2025

### Prêmios individuais
- Melhor Jogador da Copa Libertadores Sub-20 : 2025